# Roberto Di Nicola
Roberto Di Nicola (Avezzano, 3 aprile 1961) è un ex calciatore italiano, di ruolo attaccante.

## Carriera
Esordisce diciassettenne con la maglia dell'Avezzano, la squadra della sua città natale, nel campionato di Serie C2 1978-1979.
Nel 1980, a 19 anni, compie il grande salto passando al Como, appena promosso in Serie A. Nella prima stagione non viene mai impiegato in campionato, mentre l'anno successivo riesce a collezionare 5 presenze nella massima serie realizzando anche il suo primo (e unico) gol nella trasferta di Avellino.
A fine stagione il Como retrocede in Serie B e Di Nicola, dopo una sola presenza, viene ceduto alla Pro Patria, militante in Serie C1, dove realizza 4 reti senza poter evitare la retrocessione. Da allora inizia a girovagare nella terza serie vestendo le maglie di Treviso, Piacenza, Arezzo, Perugia e Lodigiani; disputa anche tre stagioni in Serie B nelle file di Sambenedettese e Parma, dove approda insieme ai compagni di squadra Di Fabio e Francesco Turrini voluto da Zdeněk Zeman. Mette a segno un massimo di 11 reti nella sua seconda stagione a San Benedetto del Tronto.
Nel 1993, a 32 anni, torna all'Avezzano, in cui aveva esordito. Nella formazione abruzzese, militante in Serie C2 realizza 40 reti in cinque anni e contribuendo con 13 marcature alla promozione in Serie C1 nel 1996, stagione nella quale forma con Angelo Pierleoni e Giuseppe Tortora il trio d'attacco.
Dopo il fallimento dell'Avezzano, conclude la carriera tra i dilettanti abruzzesi, con Celano (Eccellenza) e di nuovo Avezzano, questa volta in Promozione.
In carriera ha totalizzato complessivamente 5 presenze e una rete in Serie A e 100 presenze e 19 reti in Serie B.

## Dopo il ritiro
Prosegue l'attività calcistica a livello amatoriale, fino ad oltre 50 anni, con il Chiosco Torlonia di Avezzano.

## Palmarès

### Club

#### Competizioni nazionali
- Serie C2: 2

Lodigiani: 1991-1992
Avezzano: 1995-1996

#### Competizioni regionali
- Promozione: 1

Avezzano: 1999-2000